# Draco spilopterus
Espèce
Synonymes
- Dracunculus spilopterus Wiegmann, 1834
- Dracontoidis personatus Fitzinger, 1843
- Draco rostratus Günther, 1864

Draco spilopterus est une espèce de sauriens de la famille des Agamidae.

## Répartition
Cette espèce se rencontre en Indonésie et aux Philippines.

## Publication originale
- Wiegmann, 1835 "1834" : Beiträge zur Zoologie gesammelt auf einer Reise um die Erde. Siebente Abhandlung. Amphibien. Nova Acta Physico-Medica, Academiae Caesarae Leopoldino-Carolinae, Halle, vol. 17, p. 185-268 (texte intégral).